# Keith (ort i Australien)
Keith är en ort i Australien. Den ligger i kommunen Tatiara och delstaten South Australia, omkring 200 kilometer sydost om delstatshuvudstaden Adelaide.
Trakten runt Keith är nära nog obefolkad, med mindre än två invånare per kvadratkilometer..
Trakten runt Keith består till största delen av jordbruksmark. Genomsnittlig årsnederbörd är 582 millimeter. Den regnigaste månaden är juli, med i genomsnitt 101 mm nederbörd, och den torraste är december, med 9 mm nederbörd.